# اشرف‌السلطانه قاجار
شاهزاده اشرف‌السلطانه قاجار دختر محمد تقی میرزا رکن‌الدوله پسر محمد شاه از دودمان قاجاریان بود.